# Guzmania bipartita
Guzmania bipartita är en gräsväxtart som beskrevs av Lyman Bradford Smith. Guzmania bipartita ingår i släktet Guzmania och familjen Bromeliaceae. Inga underarter finns listade i Catalogue of Life.